# Піонер (Казахстан)
Піоне́р (каз. Пионер) — село у складі Улитауського району Улитауської області Казахстану. Входить до складу Актаської селищної адміністрації.
Населення — 119 осіб (2021; 172 у 2009, 180 у 1999, 288 у 1989).
Національний склад станом на 1989 рік:
- казахи — 100 %.